# Krzyżacy (film)
Krzyżacy – polski barwny film historyczny z 1960 roku w reżyserii Aleksandra Forda, oparty na powieści Henryka Sienkiewicza pod tym samym tytułem. Osią fabularną filmu jest wielka wojna z zakonem krzyżackim widziana oczyma Zbyszka z Bogdańca (Mieczysław Kalenik) – zakochanego w Danusi (Grażyna Staniszewska), córce Juranda ze Spychowa (Andrzej Szalawski) – oraz jego stryja Maćka z Bogdańca (Aleksander Fogiel).
Film Forda był pierwszą polską superprodukcją, przy której realizacji zaangażowały się najwyższe władze państwowe. Na potrzeby filmu zatrudniono około tysiąca statystów i nakręcono z rozmachem kulminacyjną sekwencję bitwy pod Grunwaldem. Autorem zdjęć do filmu, barwionych za pomocą technologii Technicolor, był Mieczysław Jahoda, natomiast scenografię wykonał Roman Mann.
Film Forda po premierze okazał się najbardziej dochodowym dziełem i filmem o największej oglądalności w historii polskiej kinematografii , choć budził sprzeczne uczucia wśród recenzentów. Z jednej strony chwalono film za rozmach inscenizacyjny oraz urodę zdjęć, z drugiej zaś wyrażano wobec niego obawy związane z jego silnie nacjonalistycznym przesłaniem. Krzyżacy stanowili narzędzie propagandowe polskich władz komunistycznych w podsycaniu konfliktu dyplomatycznego pomiędzy Polską Rzeczpospolitą Ludową a Republiką Federalną Niemiec. Mimo to właśnie film Forda ukształtował na lata wyobrażenie o wojnie polsko-krzyżackiej; w chwili premiery został też nagrodzony Złotą Kaczką dla najlepszego filmu polskiego.

## Fabuła
Akcja filmu rozpoczyna się na początku XV wieku, kiedy na granicy polsko-krzyżackiej wojska zakonne urządzają napady na pogranicze koronne. Podczas jednego z napadów rycerz Jurand ze Spychowa ratuje kupców polskich, za co w akcie zemsty rycerze zakonni palą jego siedzibę i mordują żonę Juranda.
Tymczasem z Litwy powracają Maćko z Bogdańca oraz jego bratanek Zbyszko. Po drodze zatrzymują się w karczmie w Tyńcu, gdzie gościła również księżna Anna Danuta wraz ze swoim dworem. Zauroczony jedną z dwórek, Danusią Jurandówną, Zbyszko ślubuje jej wierność jako damie serca. W drodze do Krakowa Zbyszko atakuje napotkanego Krzyżaka Kunona von Lichtensteina, który okazuje się posłem zakonu. Za zniewagę wyrządzoną nietykalnej osobie posła, Zbyszko zostaje skazany na śmierć. Maćko próbuje wyprosić u wielkiego mistrza łaskę dla swego bratanka, ale w drodze do Malborka zostaje ciężko ranny. Zbyszka przed wykonaniem wyroku ratuje Danusia, która zgodnie ze starym zwyczajem narzuca mu na głowę białą chustę ze słowami: „Mój ci on”.
Krzyżacy zmagający się na terenie pogranicza z krwawym oporem Juranda próbują skarżyć się przed księciem mazowieckim Januszem I Starszym. Nie uzyskawszy jego łaski, posłowie planują porwanie Danusi. W tym celu wysyłają do księżnej Anny Danuty list z prośbą o przybycie Danusi do umierającego ojca. Podstawieni wysłannicy krzyżaków porywają Danusię. Tymczasem Zbyszko wiezie ciężko rannego Maćka do Bogdańca, gdzie spotykają Jagienkę, córkę Zycha ze Zgorzelic. Zauroczona Zbyszkiem Jagienka pomaga mu wyleczyć chorego stryja.
Wracając na dwór mazowiecki, podczas zamieci w drodze do Ciechanowa, Zbyszko ratuje Juranda i jego ludzi. Nie spotyka jednak Danusi, o której dowiaduje się, że została porwana. Jurand i Zbyszko wyruszają na jej poszukiwanie. W Spychowie napotykają wysłanników krzyżackich, którzy rozgłaszają wieść o rzekomym uwolnieniu Danusi z rąk porywaczy. Jurand, dając wiarę ich słowu, wyrusza w tajemnicy do Szczytna, gdzie jakoby przetrzymywana jest Danusia. Zostaje tam upokorzony i oszukany przez Krzyżaków, którzy podstawiają mu obłąkaną dziewczynę niepodobną do Danusi. Rozsierdzony Jurand wszczyna walkę, podczas której ginie wielu rycerzy zakonnych, między innymi brat Gotfryd. Jurand zostaje jednak pojmany, a brat Rotgier udaje się do księcia mazowieckiego z prośbą o zadośćuczynienie za rzeź zakonników z rąk Juranda. Gdy Rotgier żąda Spychowa na własność zakonu, Zbyszko wyzywa rycerza zakonnego na pojedynek. Rotgier ginie, w wyniku czego Zygfryd de Löwe w akcie zemsty nakazuje okaleczyć uwięzionego Juranda; odciętą prawą dłoń tegoż wkłada do trumny Rotgiera.
Narasta napięcie dyplomatyczne między Koroną a Zakonem Krzyżackim. Krzyżacy porywają statki ze zbożem posłanym na Litwę i zarzucają Polakom wspomaganie zbuntowanych mieszkańców Żmudzi. Król Władysław II Jagiełło rozważa konieczność wszczęcia wojny z Zakonem, wpierw jednak śle posłów na rozmowy. Wśród wysłanników znajduje się Zbyszko, który próbuje zdobyć informacje o Danuśce, podczas gdy opiekę nad Spychowem sprawuje Maćko. W Malborku rycerstwo polskie i krzyżackie wdaje się we wzajemną dysputę, którą ucisza schorowany wielki mistrz krzyżacki Konrad von Jungingen. Ten nakazuje zwrócić Koronie statki, natomiast Zbyszkowi obiecuje glejt do Szczytna i pomoc w odzyskaniu Danusi. Jednak nowy mistrz Ulrich von Jungingen nie realizuje zobowiązań brata i przygotowuje się do wojny.
Zbyszko wyrusza na poszukiwanie ukochanej, a Maćko i Jagienka, śpiesząc mu z pomocą, dostrzegają okaleczonego Juranda. Podczas walk na Żmudzi obaj rycerze z Bogdańca, dowiedziawszy się o miejscu pobytu Zygfryda de Löwe, który porwał Danusię, biorą go w niewolę i odnajdują Jurandównę. Ta jednak nie rozpoznaje Zbyszka. Zbyszko i Maćko oddają Zygfryda pod osąd Juranda, ten jednak udziela Krzyżakowi łaski i puszcza go wolno. Przekroczywszy granicę polsko-krzyżacką, Zygfryd w poczuciu winy wiesza się na przydrożnym drzewie. Danusia zaś umiera w drodze do Spychowa, a Jurand opłakuje jej śmierć. W międzyczasie Krzyżacy wypowiadają wojnę Koronie i Litwie.
W namiotach obozowych pod Grunwaldem obie strony konfliktu obradują nad strategią walki. Jagiełło zwleka z wyjściem w pole, co prowokuje przeciwników do wysłania heroldów. Ci wręczają królowi dwa nagie miecze dla dodania męstwa polskim rycerzom. Od uderzenia lekkiej jazdy litewskiej rozpoczyna się bitwa; ciężkozbrojne rycerstwo koronne, śpiewając Bogurodzicę, rusza do walki z oddziałami krzyżackimi. W bitwie ginie Ulrich von Jungingen, a Maćko zadaje śmierć Kunonowi. Jagiełło otrzymuje od swych rycerzy zdobyte chorągwie krzyżackie, a do jego stóp rzucone zostają zwłoki wielkiego mistrza krzyżackiego. Zbyszko i Maćko po bitwie wracają do Bogdańca, gdzie czeka na nich uśmiechnięta Jagienka.

### Różnice między powieścią a filmem
W stosunku do pierwowzoru literackiego Sienkiewicza inaczej przesunięto akcenty w adaptacji filmowej. Reżyser skupił się jedynie na ekranizacji wybranych wątków kilkusetstronicowej powieści: wątku romansowego Zbyszka z Danusią i Jagienką oraz wątku Juranda ze Spychowa. Przede wszystkim król Władysław Jagiełło doczekał się bardziej przychylnego sportretowania aniżeli u Sienkiewicza, który opierał się na kronice nieprzychylnego Jagielle Jana Długosza oraz na badaniach Karola Szajnochy. Filmowy Jagiełło jest roztropny, samowładny oraz odważny, w czym, zdaniem Stefana Kuczyńskiego, był bardziej wiarygodnym odpowiednikiem rzeczywistego władcy aniżeli w powieści. W filmowych Krzyżakach występuje także (zgodnie z nowszymi badaniami historycznymi) postać, której w powieści nie ma – dowodzący pułkami smoleńskimi książę Lingwen Semen Olgierdowicz, o którego obecności podczas bitwy Sienkiewicz nie mógł wiedzieć. Ze względów ideologicznych w filmowej bitwie pod Grunwaldem uczestniczy też piechota chłopska, której udział wyklucza się we współczesnych opracowaniach historycznych.
Ponadto akcja filmu przeniesiona została w czasy późniejsze niż akcja powieści. Akcja filmu toczy się w okresie bezpośrednio poprzedzającym bitwę pod Grunwaldem, ma charakter ciągły i kończy się na samej bitwie. Akcja powieści rozgrywa się natomiast około dziesięciu lat wcześniej, rozpoczyna się latem 1399 roku, tuż przed śmiercią królowej Jadwigi, i rozgrywa się w kolejnych kilkudziesięciu miesiącach. Bitwa pod Grunwaldem ukazana jest w powieści jako wydarzenie zaistniałe dopiero po paru latach od ślubu Zbyszka z Jagienką, a Zbyszko wyrusza na wojnę z Krzyżakami i pod Grunwald, gdy mają z Jagienką już czterech synów.

## Obsada
- Andrzej Szalawski – Jurand ze Spychowa
- Mieczysław Kalenik – Zbyszko z Bogdańca
- Aleksander Fogiel – Maćko z Bogdańca
- Leon Niemczyk – Fulko de Lorche
- Grażyna Staniszewska – Danusia Jurandówna
- Urszula Modrzyńska – Jagienka ze Zgorzelic
- Tadeusz Kosudarski – Rotgier
- Henryk Borowski – Zygfryd de Löwe
- Mieczysław Voit – Kuno von Lichtenstein
- Włodzimierz Skoczylas – Sanderus
- Emil Karewicz – król Władysław Jagiełło
- Tadeusz Białoszczyński – książę mazowiecki Janusz I
- Stanisław Jasiukiewicz – wielki mistrz krzyżacki Ulrich von Jungingen
- Józef Kostecki – wielki książę litewski Witold
- Janusz Strachocki – wielki mistrz krzyżacki Konrad von Jungingen
- Lucyna Winnicka – księżna Anna Danuta, żona księcia Janusza
- Andrzej Konic – Skirwoiłło
- Andrzej Krasicki – Hughens
- Stanisław Winczewski – Zych ze Zgorzelic
- Cezary Julski – Zawisza Czarny
- Janusz Ziejewski – Zyndram z Maszkowic
- Ryszard Ronczewski – komtur Henryk z Człuchowa[10]
- Zbigniew Skowroński – Tolima
- Mieczysław Stoor – Hlawa
- Jerzy Kozakiewicz – Cztan z Rogowa
- Michał Leśniak – Ciaruszek
- Janusz Paluszkiewicz – marszałek królewski
- Krzysztof Kowalewski – łucznik krzyżacki
- Tadeusz Schmidt – Jan Žižka
- Jerzy Pichelski – Powała z Taczewa
- Lechosław Litwiński – Wilk ze Zgorzelic

## Produkcja

### Przygotowania i scenariusz

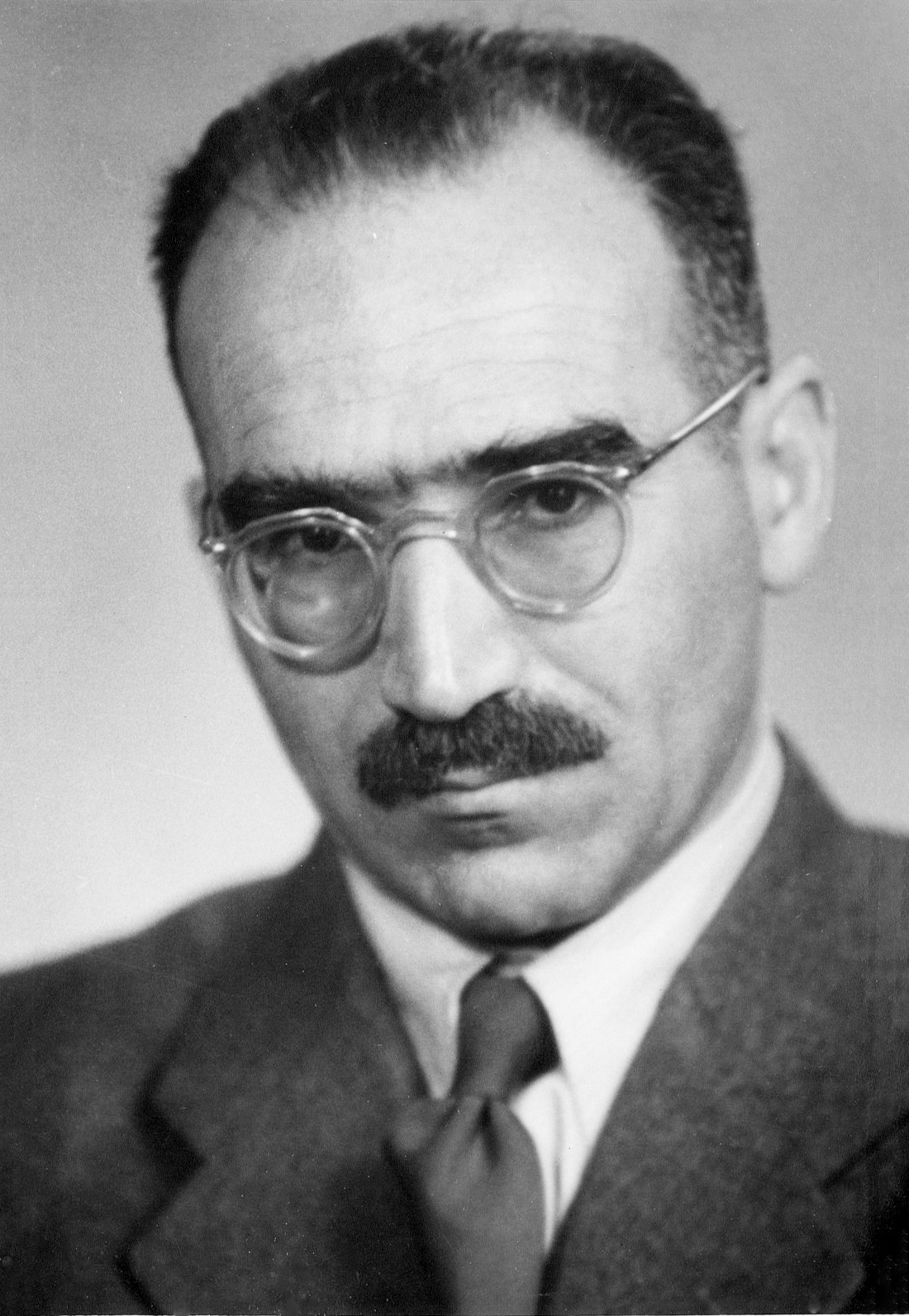
Aleksander Ford, reżyser filmu

Przystępując do realizacji Krzyżaków, Aleksander Ford zamierzał odzyskać swoją mocną pozycję w polskiej kinematografii, utraconą na rzecz Andrzeja Wajdy. To właśnie Wajda miał być pierwotnie reżyserem filmu. Zarazem, mając na uwadze swój konflikt z I sekretarzem KC PZPR Władysławem Gomułką (Ósmy dzień tygodnia Forda z 1958 roku nie został dopuszczony do dystrybucji w kinach), Ford chciał zrehabilitować się w oczach popaździernikowej władzy. Film był pierwszą polską superprodukcją, w której powstanie zaangażowane były ówczesne najwyższe władze państwowe (z Gomułką włącznie). Na powstanie Krzyżaków nałożył się narastający konflikt pomiędzy Układem Warszawskim a Republiką Federalną Niemiec; propaganda gomułkowska odnotowywała, że kanclerz RFN Konrad Adenauer na państwowej jubileuszowej uroczystości przywdział płaszcz zakonu krzyżackiego. Czarny krzyż na płaszczach rycerzy zakonu miał więc w filmie stanowić alegorię swastyki, a konflikt polsko-krzyżacki – alegorię starcia propagandowego między państwami Układu Warszawskiego a NATO.
Scenariusz do Krzyżaków napisał w ciągu trzech tygodni Ford wraz z Jerzym Stefanem Stawińskim. Stawiński żartował, że dialogi do filmu opracował, wycinając odpowiednie kartki z książki Sienkiewicza i zamieniając partie opisowe na dialogi . Choć w czołówce filmu jako konsultant dialogów figuruje dramaturg Leon Kruczkowski, prawdopodobnie nie uczestniczył w ich pisaniu, a jego nazwisko pojawiło się ze względu na jego wysoką pozycję w PZPR . Scenografię wykonało sześć osób na czele z Romanem Mannem. Muzykę do Krzyżaków skomponował Kazimierz Serocki, a wykonała ją Wielka Orkiestra Polskiego Radia w Katowicach pod dyrekcją Jana Krenza. Konsultacji zasięgnięto u Stefana M. Kuczyńskiego – w sprawach historii epoki, Andrzeja Nadolskiego – w zagadnieniach uzbrojenia oraz u Gertrudy Małaczyńskiej – w problematyce obyczajów średniowiecznych.

### Casting i okres zdjęciowy

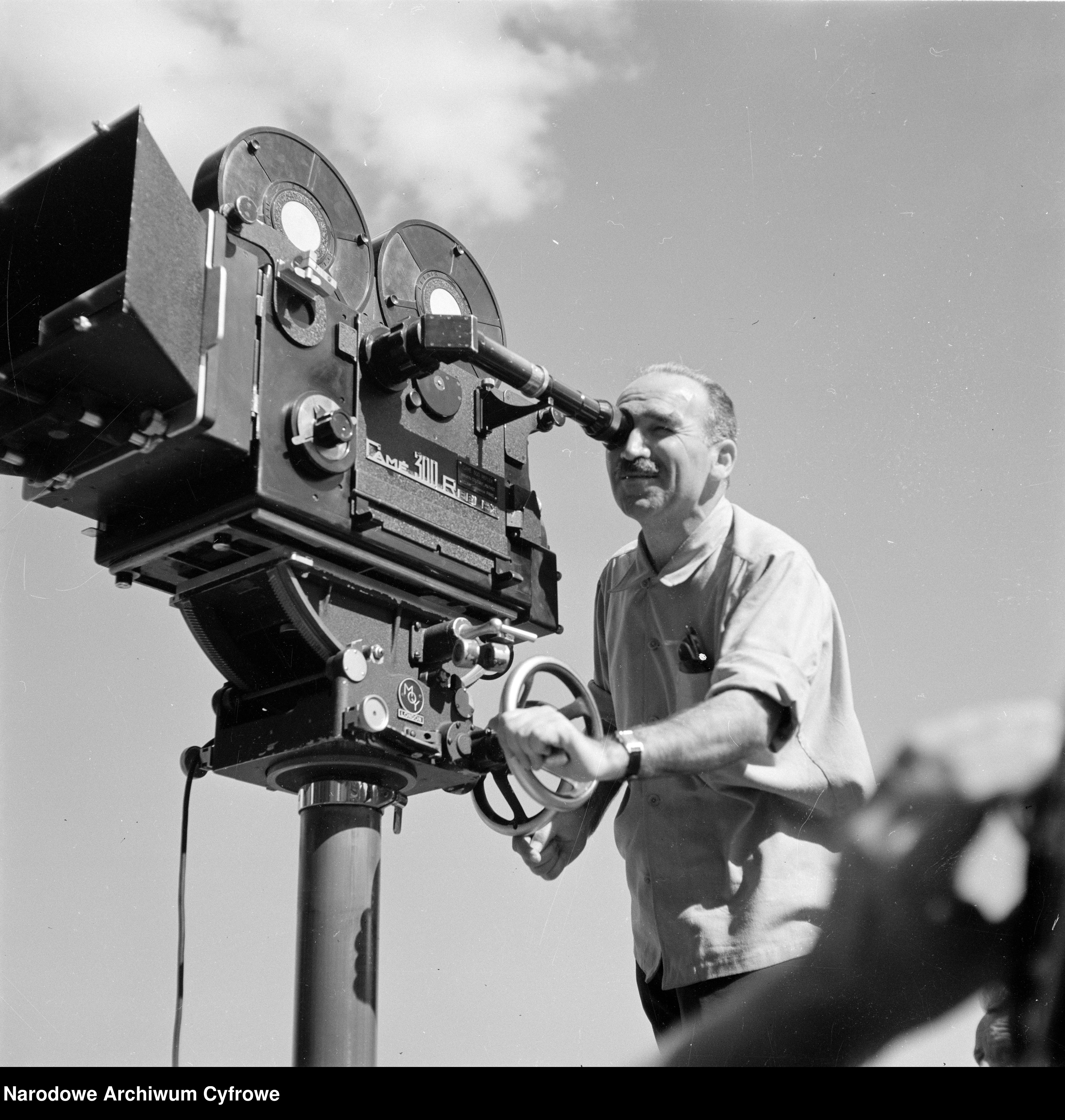
Aleksander Ford na planie Krzyżaków, 1959

Główną rolę Zbyszka z Bogdańca odegrał Mieczysław Kalenik. Jak twierdził w jednym z wywiadów, rolę tę zaproponował mu osobiście sam reżyser, przypadkowo napotkany w Klubie SPATiF-u, choć prasa spekulowała nad możliwością obsadzenia Bogusza Bilewskiego jako Zbyszka . W roli Danusi Ford obsadził Grażynę Staniszewską, doceniając jej występy w Krzyżu Walecznych Kazimierza Kutza, Popiele i diamencie Andrzeja Wajdy oraz Zamachu Jerzego Passendorfera . Emil Karewicz początkowo był typowany do castingu jako odtwórca roli księcia Janusza mazowieckiego, jednak decyzją Forda otrzymał rolę Jagiełły. Karewicz ciepło wspominał współpracę z reżyserem: „Ugodowy, na planie zachowywał się bardzo spokojnie, w odróżnieniu od jego asystentów – Zbigniewa Kuźmińskiego i Karola Chodury – którzy dużo krzyczeli” . Aleksander Fogiel również dostał rolę Maćka z Bogdańca zrządzeniem losu; Fogiel przygotowywał się do występu aktorskiego w sztuce teatralnej Życie Galileusza Bertolta Brechta, jednak w Krakowie spotkał Forda, który powiedział mu: „Kochany, Galileusza to pan zagra i za 10 lat, a Maćka z Bogdańca pan już u mnie nie zagra” . Fogiel przyjął więc propozycję Forda . Andrzej Szalawski, oskarżany po II wojnie światowej o kolaborację z Niemcami i osadzony w więzieniu na trzy lata, w roli okaleczonego Juranda miał zawrzeć swe autobiograficzne rysy . Ponad trzydziestoletnia, lecz pełna werwy Urszula Modrzyńska wcieliła się w Jagienkę, a jej rolę Kalenik podsumował jako „wulkan energii” .
Do filmu wykonano 18 tysięcy kostiumów. Ekipa filmowa dysponowała śmigłowcem oraz zbudowanym przez wojsko tymczasowym miasteczkiem, w którym miało kwaterunek około tysiąca osób. Na ekranie ukazało się ponad 100 aktorów zawodowych i około tysiąca statystów (w tym wielu żołnierzy Ludowego Wojska Polskiego). Do produkcji wynajęto prawie 350 koni. Konie udostępniło m.in. dowództwo strażnicy WOP w Pokrzywnej koło Prudnika, której żołnierze również wystąpili w filmie. Ogromny jak na owe czasy budżet Krzyżaków (33 miliony złotych) pozwalał na nakręcenie 11 średniej długości filmów fabularnych . Zdjęcia rozpoczęły się 3 sierpnia 1959 roku, od sceny walki Zbyszka z niedźwiedziem ; za plenery posłużyły Rywałd, Malbork, Starogard Gdański, Las Łagiewnicki oraz Park Poniatowskiego w Łodzi, jezioro Jamertal, okolice jeziora Godziszewskiego, Las Szpęgawski oraz zamek w Kwidzynie.
Kulminacyjna scena bitwy pod Grunwaldem została zainscenizowana z dbałością o bezpieczeństwo głównych aktorów i statystów. Statyści walczyli w plastikowych zbrojach, używając drewnianych mieczy i gumowych toporów. Krew była obficie zastępowana sokami, natomiast martwych jeźdźców dublowały kukły. Aby konie udawały martwe, na potrzeby filmu usypiano je na około 2–3 godziny. Pagórki w lasach koło Kolincza były czyszczone ze starych korzeni, żeby zapewnić rycerzom możliwość bezpiecznego galopowania, a wśród karczujących – oprócz okolicznych mieszkańców – znajdowali się także więźniowie ze Starogardu. Sceny ofiarowania Jagielle „dwóch nagich mieczy” filmowanej z dolnej perspektywy nie dało się pokazać bez uproszczeń; ponieważ prawdziwy koń płoszył się na dźwięk krzyżowanych mieczy, w tej scenie zwierzę zostało zastąpione sportowym „kozłem” wypożyczonym ze szkolnej sali gimnastycznej. W jeździe na koniu część miejscowych statystów dublowała Leona Niemczyka, a gdy na planie Mieczysław Kalenik złamał nogę, kontynuował swoją grę aktorską, przy czym ekipa filmowa starała się ukryć biały gips na nodze aktora. Dla zwiększenia realizmu ekipa filmowa próbowała sprowadzić z jednego z państwowych gospodarstw rolnych bydło rasy czerwonej (w XV wieku – jedyne hodowane na ziemiach polskich), jednak nie zostało ono dowiezione na plan filmowy, a próba ręcznego malowania łat u krów rasy holenderskiej również się nie powiodła . Już po zakończeniu realizacji filmu ekipa filmowa zorientowała się, że końcowy materiał zawierał ujęcie jednego ze statystów z zegarkiem na ręku .
Dzieło Forda nie było pierwszym pełnometrażowym polskim filmem w kolorze – to miano zyskała Przygoda na Mariensztacie z 1953 roku – ale jako pierwszy film polski w pełnym metrażu wykorzystywało taśmę Eastman Kodak w systemie Technicolor oraz w obrazie panoramicznym. Obróbkę Krzyżaków wykonano w laboratorium w Paryżu . Film obsługiwał również dźwięk stereofoniczny, wyróżniał się też dynamicznym montażem; sama kilkunastominutowa scena bitwy pod Grunwaldem zawierała 152 ujęcia.

### Ścieżka muzyczna
Muzykę do Krzyżaków skomponował Kazimierz Serocki. Karol Bulanda, charakteryzując styl Serockiego, pisał iż „jego muzykę dla filmu cechowała oszczędność wyrazu, a nawet środków technicznych [...], operowanie tradycyjnie pojętą instrumentacją [...], ale również nierzadko sztampowość”. W filmie dominują proste brzmienia – oprócz „muzycznych komentarzy” do przebiegu akcji filmu Forda wielokrotnie pojawia się lejtmotyw nawiązujący do melodii Bogurodzicy. Owa pieśń w filmie jest również śpiewana przez polskich rycerzy przed bitwą pod Grunwaldem. Z kolei jadący konno Krzyżacy śpiewają utwór Tandaradei , którego oryginał został ułożony przez Walthera von der Vogelweide; utwór ten pojawił się w filmie w zniekształconej wersji . Serocki podsumowywał swoją metodę twórczą, twierdząc, że muzyka w filmie powinna składać się z jednego głównego motywu muzycznego oraz podkreślać „pewne nastroje” i nadawać pogłębienie emocjonalne poszczególnym scenom . Zdaniem Serockiego powtarzalność motywów jest „jedyną formą, [...] która może ułatwić zrozumienie treści wyrażanych przez muzykę, a tym samym przyczynia się do spełnienia swojego zadania w filmie” .

## Wydanie

### Premiera i frekwencja kinowa

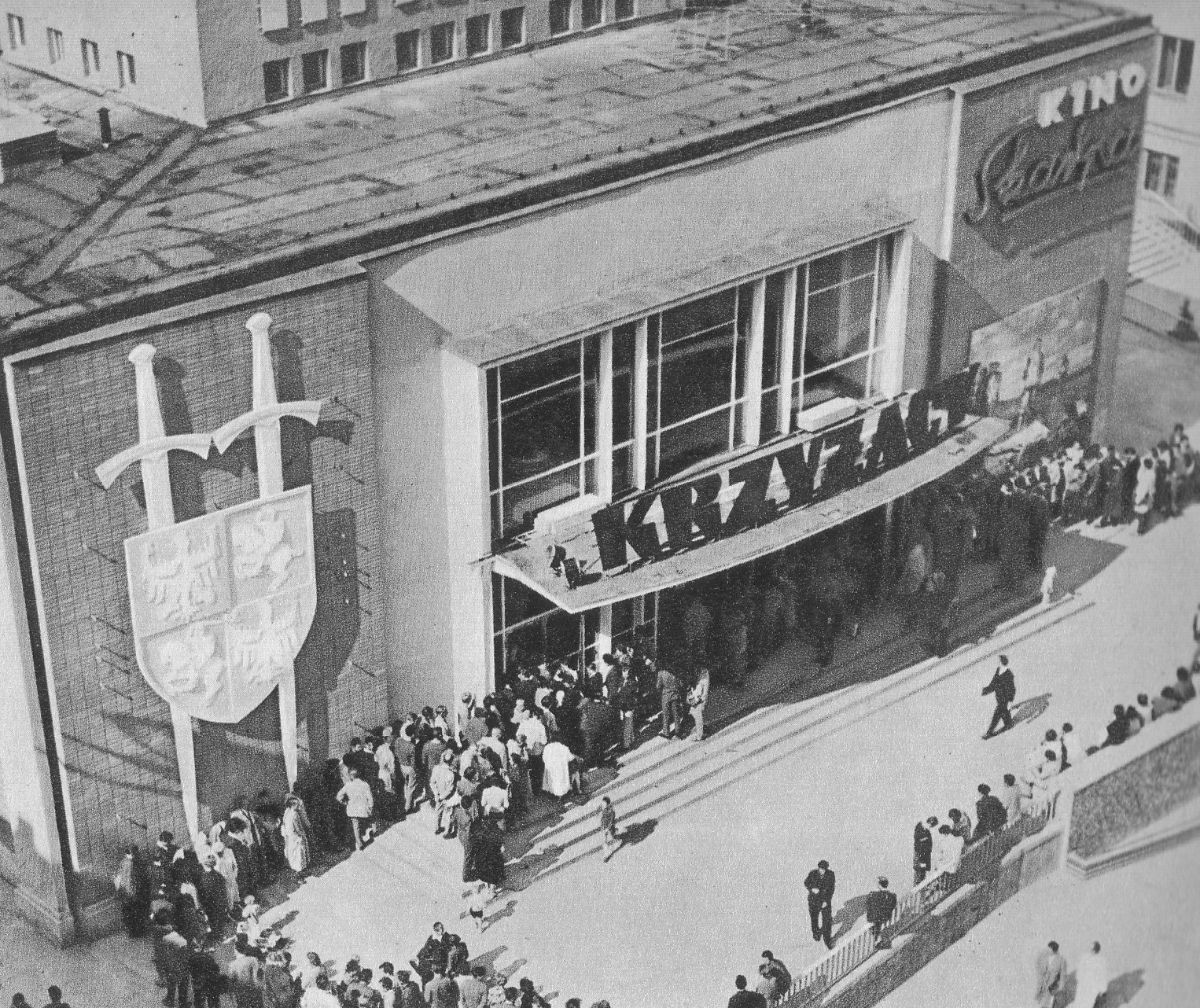
Kolejka widzów pod kinem „Skarpa” w Warszawie

Pierwszy publiczny przedpremierowy pokaz filmu odbył się 15 lipca 1960 roku (w 550. rocznicę bitwy grunwaldzkiej), w łódzkiej Hali Sportowej. Łódzka premiera była przeznaczona głównie dla miejscowych robotników – był to pomysł Michaliny Tatarkówny, ówczesnej I sekretarz Komitetu Łódzkiego PZPR . Istnieją różne opinie na temat oficjalnej premiery filmu: Ryszard Tomkiewicz przypuszcza, że odbyła się ona 17 lipca 1960 roku w kinie „Polonia” w Olsztynie, tuż po oficjalnych państwowych uroczystościach 550. rocznicy bitwy pod Grunwaldem, odbywających się rano na pobliskich polach grunwaldzkich. Mieli w niej brać udział Gomułka i Cyrankiewicz. Inne źródła przesuwają jej datę na 22 lipca 1960 roku, w rocznicę ogłoszenia Manifestu Polskiego Komitetu Wyzwolenia Narodowego. W premierze uczestniczyli przedstawiciele władz państwowych i partyjnych oraz zaproszeni goście zagraniczni. Film wszedł do powszechnej dystrybucji 2 września 1960 roku. Do końca roku obejrzało go 5 milionów widzów, a wpływy za bilety wyniosły 73 mln zł. 14 milionów w ciągu pierwszych czterech lat, a ponad 32 mln do 1987 roku. W ZSRR frekwencja w kinach osiągnęła poziom 29,6 miliona widzów, a w Czechosłowacji – 2,65 mln.

### Wydania po premierze
Około 1990 roku do obiegu powszechnego wprowadzono nakładem Agencji Producentów Filmowych „Productor” wersję Krzyżaków na kasety VHS. W 1997 roku ukazała się pierwsza edycja Krzyżaków na płyty DVD, wydana nakładem Telewizji Polskiej. W 2010 roku po raz pierwszy wydano na DVD edycję Krzyżaków poddaną rekonstrukcji cyfrowej w ramach programu KinoRP. Wydawcą zrekonstruowanej wersji była Agora, a film obsługiwał dźwięk stereofoniczny i format obrazu 16:9. W 2013 roku opublikowana została wersja Krzyżaków na nośniki Blu-ray, należąca do serii wydawniczej Klasyka Polskiego Kina.

## Odbiór

### Recepcja krytyczna
Krytycy byli na ogół pod wrażeniem przepychu inscenizacyjnego Krzyżaków. Tadeusz Płużański dla „Gazety Pomorskiej” pisał, iż na tle filmu Forda przedstawienia bitwy grunwaldzkiej u Henryka Sienkiewicza i Jana Matejki stały się anachroniczne. Zdaniem Płużańskiego film Forda miał taką przewagę nad dziełami Sienkiewicza i Matejki, że „pozwolił ujrzeć grunwaldzkie zmagania z dziesiątków miejsc jednocześnie, z pozycji polskich i krzyżackich, z siodeł walczących rycerzy i spod brzuchów galopujących koni”, dzięki czemu stał się „realniejszy” niż dotychczasowe malarskie i literackie rekonstrukcje bitwy. Zdaniem Czesława Michalskiego z „Przyjaźni” reżyser filmu wydobył z pierwowzoru literackiego treści najważniejsze i aktualne w chwili premiery. Leon Bukowiecki z „Dziennika Zachodniego”, oceniając zdjęcia Mieczysława Jahody jako „zaskakująco piękne”, szczególnie chwalił również wirtuozerię reżysera: „Ford na każdym kroku składa dowód swej obecności, poruszając aktorami w sposób znakomity, plastycznie – i w scenach, które tego wymagają – baletowo”. Jerzy Płażewski w recenzji dla „Przeglądu Kulturalnego” doceniał również intuicję reżysera w doborze aktorów: „Ryzykowna decyzja uczynienia Jagienki z Urszuli Modrzyńskiej okazała się w pełni słuszna, odkryto dla filmu Mieczysława Voita (Lichtenstein); niezawodni okazali się rubaszny Maćko – Aleksander Fogiel i wytworny De Lorche – Leon Niemczyk”.
W bardziej sceptycznym tonie Jan Józef Szczepański z „Tygodnika Powszechnego” oceniał grę aktorską pierwszoplanowych bohaterów. Szczepański twierdził przykładowo, że odwiedziny Danusi w lochu, „zakończone melodramatycznym występem wokalnym”, stanowią dobitny przykład „dramaturgicznej tandety”; same dialogi ocenił jako „bardzo niefilmowe, bardzo drewniane”. Szczepański jednak był pod wrażeniem sekwencji bitwy pod Grunwaldem, jak również muzyki Kazimierza Serockiego: „Zrekonstruowane przez niego stare pieśni, zwłaszcza krzyżackie, tchną autentyzmem epoki”. Natomiast przedstawiciel polskiej szkoły filmowej Andrzej Wajda bardzo negatywnie odnosił się do filmu Forda, ironizując, iż „cała nasza praca zostaje przekreślona takim filmem jak Krzyżacy [...]. Idąc konsekwentnie po tej linii, powinno się następnie zrobić Obronę Częstochowy i Cud nad Wisłą”.
Zagraniczna premiera Krzyżaków w paryskim pałacu Gaumont we Francji 26 maja 1961 roku spotkała się z pozytywnym odbiorem. Jak podsumowywali Charles Ford i Robert Hammond, film był „porywający mimo nielicznych błędów i nazbyt licznych politycznych aluzji”. W 1999 roku, po wyświetleniu Krzyżaków na Festiwalu Filmu Polskiego w Ameryce, Kevin Thomas z „Los Angeles Times” opisał film Forda jako „wspaniały spektakl w oszałamiającym kolorze, który ożywa niczym średniowieczny gobelin [...] Ford zbiera do kupy obsadę liczącą 5000 osób, monumentalne dekoracje, wystawne kostiumy, piękną scenerię i wspaniałą muzykę, aby dostarczyć niezwykłej rozrywki” . Zdaniem Nickolasa Haydocka Krzyżacy są „jednym z wielkich skarbów filmu średniowiecznego i zasługują na to, by lepiej znano ich poza Polską”.

### Nagrody i nominacje
Film Forda otrzymał przyznawaną przez czasopismo „Film” Złotą Kaczkę dla najlepszego filmu polskiego za rok 1960, a za jego nakręcenie Aleksander Ford i Mieczysław Jahoda zostali uhonorowani Nagrodą Ministra Kultury i Sztuki I stopnia. Utwór Forda został wytypowany jako polski kandydat do Oscara dla najlepszego filmu nieanglojęzycznego, lecz nie znalazł się w ścisłej czołówce filmów nominowanych do nagrody . Uczestniczył również w konkursie głównym na Festiwalu Filmowym w Wenecji, jednak główną nagrodę – Złotego Lwa – zdobyło Przejście Renu (1960) André Cayatte’a .
W 1999 roku w ankiecie „Polityki” film Forda został wyłoniony jako dziesiąty najciekawszy film polski XX wieku. W kolejnym plebiscycie „Filmu”, zorganizowanym w 2009 roku, film Krzyżacy zajął trzecie miejsce w kategorii „najlepszy polski film historyczno-kostiumowy stulecia” za Potopem (1974) Jerzego Hoffmana i Pianistą (2002) Romana Polańskiego .

## Znaczenie
Spuścizna filmowych Krzyżaków jest różnie oceniana. Bogusław Skowronek zauważył, że w swym filmie Aleksander Ford zacementował „naiwną i uproszczoną wizję historii, wzmocnił nacjonalistyczną wizję świata, opartą na binarnej opozycji: «swój dobry – obcy zły»”. Zarazem jednak, zdaniem Skowronka:
Film Forda wyraźnie też pokazał, jak ważne dla społecznych funkcji kina w Polsce są adaptacje dzieł literackich, mieszczące się w szeroko rozumianej konwencji filmu historycznego. W kinie polskim właśnie od Krzyżaków zaczął się kształtować dynamiczny dialog, twórcza symbioza, czasem spór literatury i filmu na temat naszego kraju i jego historii. Owo współistnienie tekstu pisanego i ruchomego obrazu stało się znakiem rozpoznawczym polskiej kultury. Okazało się, że adaptacje filmowe ważnych dzieł literackich, zwłaszcza te w kostiumie historii, pełnią ważne funkcje kulturotwórcze i społeczne – wpływają na świadomość historyczną, podtrzymują pamięć zbiorową, kształtują narodową tożsamość oraz metaforyzują współczesność.
Piotr Skrzypczak komentował, iż „Krzyżacy Forda okazali się filmem dosyć przebiegle [...] łączącym aktualne przesłanie polityczne z literackim opisem historycznych wydarzeń. Pierwszy polski «supergigant» nie sprzeniewierzał się zresztą zupełnie powieści Sienkiewicza, a nawet nie wyzbywał się akcentów religijności w laicyzującej na siłę Polaków dekadzie gomułkowskiej”. Andrzej Gwóźdź zaznaczał ironicznie, iż ponieważ w filmie Forda „misja Zakonu okazuje się w rzeczywistości misją barbarzyńców, Krzyżacy nie mogą wygrać wojny. Bóg opuszcza barbarzyńców i wspiera Słowian, mimo że wielu z tych ostatnich ledwie wyszło z mroku pogaństwa”.
Stanisław Janicki po latach wspominał, iż „powstanie Krzyżaków było – dla naszego kina – wydarzeniem przełomowym [...]. Okazało się, że mało znana kinematografia zza Żelaznej Kurtyny potrafi robić filmy, na które stać jedynie hollywoodzkich potentatów” . Tadeusz Lubelski pisał, iż film Forda chlubił się „świetnym” aktorstwem drugiego planu oraz efektowną piętnastominutową sekwencją bitwy pod Grunwaldem. Zarazem Lubelski jednak stwierdził, że „film był nieznośnie naiwny w wątkach czołowych bohaterów” oraz „utwierdzał widownię w najbardziej archaicznych, nacjonalistycznych przekonaniach”.
Mimo kontrowersji dotyczących wymowy obrazu Forda, był on traktowany jako jedno z podstawowych źródeł wiedzy o konflikcie polsko-krzyżackim. W tym samym roku, kiedy odbyła się premiera Krzyżaków, otwarto na polu bitwy grunwaldzkiej Muzeum Bitwy pod Grunwaldem m.in. z olbrzymią granitową rzeźbą z wizerunkami dwóch rycerzy w hełmach . Fragment filmu prezentujący bitwę jest pokazywany odwiedzającym to miejsce w sali kinowej na terenie tegoż muzeum. 
Amerykański filmowiec Martin Scorsese uznał Krzyżaków za jedno z arcydzieł polskiej kinematografii i w 2014 roku wytypował ich do prezentacji w Stanach Zjednoczonych oraz Kanadzie w ramach festiwalu polskich filmów Martin Scorsese Presents: Masterpieces of Polish Cinema.